# Lurocalis semitorquatus
El añapero colicorto (Lurocalis semitorquatus), también conocido como chotacabra de cola corta, chotacabras rabicorto, chotacabras cola corta, chotacabras colicorto, aguaitacamino de cola corta, aguaitacamino semiacollarado y  añapero castaño (en Argentina y Paraguay), o pucuyo colicorto (en Honduras), es una especie de ave caprimulgiforme perteneciente a la familia Caprimulgidae propia de América del Sur y Central. Compone junto con el añapero ventrirrufo (Lurocalis rufiventris) el género Lurocalis.

## Taxonomía

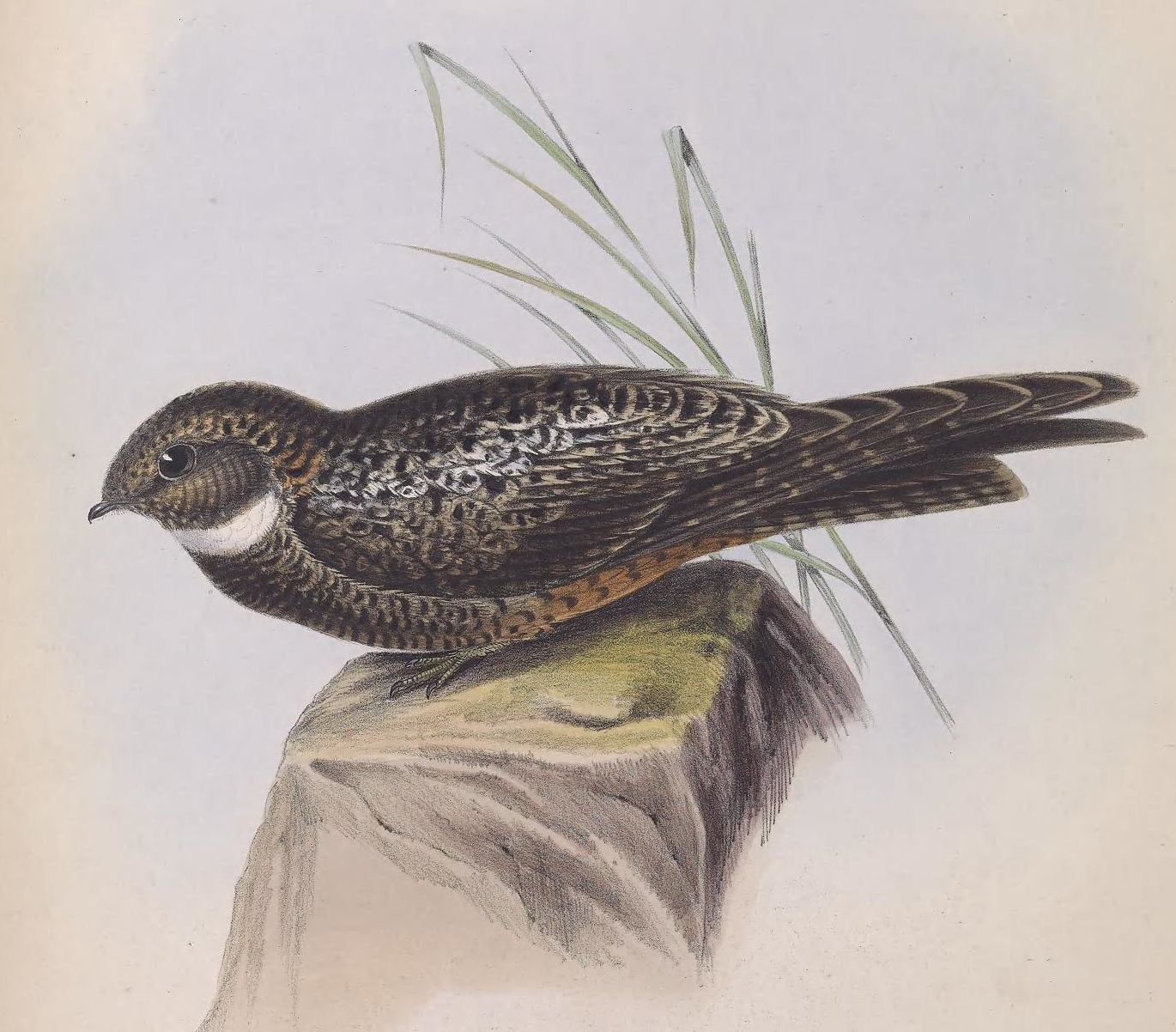

El añapero colicorto fue descrito por primera vez en 1789 por Johann Friedrich Gmelin en el primer tomo de su obra Systema Naturae, bajo el nombre científico de Caprimulgus semitorquatus, de un espécimen que obtuvo en Cayena. Entre 1844 y 1849, el zoólogo inglés George Robert Gray difundió el primer volumen de su obra The Genera of Birds, donde publicó una ilustración del añapero colicorto y lo llamó Podager gouldii. Finalmente fue John Cassin quien estableció el género Lurocalis en 1851 y le asignó su actual nombre binomial, que fue publicado en el quinto volumen de la revista Proceedings of the Academy of Natural Sciences of Philadelphia.
Antiguamente, se consideraba al añapero colicorto conespecífico al añapero ventrirrufo (Lurocalis rufiventris), con el cual en la actualidad forma una superespecie.
La palabra Lurocalis de su nombre científico deriva del griego oura, que significa cola y kolos, que significa disminuida o sin desarrollar. Por otro lado, el epíteto semitorquatus proviene del latín semi, que significa medio y torquatus, que significa collar.

### Subespecies
La especie Lurocalis semitorquatus cuenta con cinco subespecies, dentro de las cuales se encuentran:
- Lurocalis semitorquatus nattereri (Temminck, 1822)
- Lurocalis semitorquatus noctivagus (Griswold, 1936)
- Lurocalis semitorquatus schaeferi (Phelps & William H. Phelps Jr., 1952)
- Lurocalis semitorquatus semitorquatus (Gmelin, 1789)
- Lurocalis semitorquatus stonei (Huber, 1923)

A menudo, la subespecie Lurocalis semitorquatus nattereri es considerada como una especie diferente debido a presuntos cambios en la parte inferior del plumaje, pero estos cambios no son constantes y aparecen en determinados individuos. Además, la vocalización de la subespecie Lurocalis semitorquatus nattereri no varía con respecto a la de las otras subespecies. Por otra parte, las subespecies Lurocalis semitorquatus noctivagus y Lurocalis semitorquatus stonei son usualmente clasificadas como una misma subespecie debido a que no presentan grandes diferencias.

## Distribución y hábitat
Es nativo de Argentina, Belice, Bolivia, Brasil, Colombia, Costa Rica, Ecuador, Guatemala, Guyana, Guyana Francesa, Honduras, México, Nicaragua, Panamá, Paraguay, Perú, Suriname, Trinidad y Tobago, y Venezuela. Su hábitat natural son los bosques húmedos subtropicales o tropicales de tierras bajas y pantanos subtropicales o tropicales.